# 船王
船王（ふねおう/ふねのおおきみ、生没年不詳）は、奈良時代の皇族。知太政官事・舎人親王の子。官位は二品・信部卿。

## 経歴
神亀4年（727年）二世王の蔭位により無位から従四位下に直叙される。天平15年（743年）従四位上、天平18年（746年）弾正尹に叙任される。
孝謙朝に入り、天平勝宝9歳（757年）4月に皇太子であった道祖王を廃し、代わりの皇太子を選定することとなったが、船王は孝謙天皇から閨房の乱れがあると評されて却けられ、弟の大炊王が冊立された。同年5月正四位下に昇叙。同年7月の橘奈良麻呂の乱においては、出雲守・百済王敬福とともに謀反に加担した者に対する拷問を行い、道祖王・黄文王・大伴古麻呂らを死に追い込んだ。同年8月には乱での処置を賞されて正四位上への加叙を受けた。
天平宝字2年（758年）8月に大炊王の即位（淳仁天皇）に伴い、従三位に叙され公卿に列す。同年12月には遣渤海使・小野田守が唐の安史の乱の状況について天皇に報告した際、大宰帥として準備を怠らないこと、準備の状況について都度報告すべき旨の勅令を受けている。天平宝字3年（759年）6月に淳仁天皇が父の舎人親王に天皇の尊号（崇道尽敬皇帝）を贈ったことに併せて、船王は天皇の兄弟として池田王とともに親王宣下を受けて三品に叙される。同年8月新羅征討を行うこととなり、香椎廟に派遣されて征討の事情を奏上している。同年9月には遠征のため船500艘を造ることが決められるなど遠征の準備が進められるが、翌天平宝字4年（760年）正月になると大宰帥は藤原真楯に交替し、船親王は信部卿に転任する。天平宝字6年（762年）二品に進む。
天平宝字8年（764年）に発生した藤原仲麻呂の乱では、藤原仲麻呂とは行動を共にせず戦死は免れたものの、事前に仲麻呂と反乱について共謀していた手紙が仲麻呂邸（田村第）から発見され、隠岐国への流罪となった。なおこの時、子息の葦田王と孫の他田王も三長真人姓を与えられて臣籍に落とされ、丹後国に配流となっている。
『万葉集』に和歌作品4首が採録されている。

## 官歴
『続日本紀』による。
- 神亀4年（727年） 正月27日：従四位下（直叙）
- 天平15年（743年） 5月5日：従四位上
- 天平18年（746年） 4月11日：弾正尹
- 時期不詳：大宰帥
- 天平勝宝9歳（757年） 5月20日：正四位下。8月4日：正四位上
- 天平宝字2年（758年） 8月1日：従三位
- 天平宝字3年（759年） 6月16日：親王宣下、三品
- 天平宝字4年（760年） 正月4日：信部卿。6月7日：装束司（光明皇太后崩御）
- 天平宝字5年（761年） 10月11日：賜稲10万束
- 天平宝字6年（762年） 正月4日：二品
- 天平宝字8年（764年） 10月9日：流罪隠岐国

## 系譜
- 父：舎人親王
- 母：当麻氏
- 生母不詳の子女
  - 男子：葦田王